# 日海利夫卡 (科諾托普區)
51°12′45″N 33°20′37″E / 51.21250°N 33.34361°E
日海利夫卡（羅馬化：Zhyhailivka）是位於烏克蘭東北部的村莊，由蘇梅州科諾托普區的杜博夫亞濟夫卡市鎮負責管轄。該村處於葉祖奇河左岸，分別距離維亞佐韋1公里和洛布基夫卡2.5公里，海拔高度142米，2001年人口45。